# イエローライン (バンコク)
イエローラインは、タイ王国首都バンコクのモノレール路線である。国営交通公社MRTA（英語: Mass Rapid Transit Authority of Thailand）が路線の建設や施設の保有を行い、合弁事業 BSR Joint Venture が出資する民間企業イースタン・バンコク・モノレール株式会社(英語: Eastern Bangkok Monorail Company Limited, EBM）が運営する上下分離方式を導入している。
2022年初頭に年内全線開通とされていたが、のちに同年9月よりフアマーク - サムロン間にて公開試運転（一般人でも乗車できる無料開放期間）を開始し、同年12月より営業運転開始と修正された。さらに同年6月、工事遅延を理由とする再延期が公表され、2023年公開試運転開始と報道された。2023年6月3日、公開試運転が開始された。
ラートプラーオ - フアマーク間についても、2023年6月19日までに運行を開始している。
2023年7月3日、ラートプラーオ - サムロン間で営業運転を開始した。

## 歴史
- 2016年（平成28年）12月 - BSR、入札により30年間の事業運営権を取得する[7]
- 2017年（平成29年）6月16日 - BSR、MRTAと本契約
- 2018年（平成30年）8月 - 建設開始[8]
- 2021年（令和3年）11月29日 - 車両区（シーイアム駅隣接） - シーヌット間にて試運転開始[9]

- 2023年（令和5年）
  - 6月3日 - フアマーク - サムロン間にて公開試運転（無料試乗）を開始[4]。
  - 6月12日 - パーワナー - フアマーク間にて公開試運転を開始[10]。
  - 6月19日 - ラートプラーオ駅が開業し、全線の運行を開始[5]。
  - 7月3日 - ラートプラーオ - サムロン間にて営業運転（料金徴収）を開始[6]。

## 車両
ボンバルディア/アルストム en:Innovia Monorail 300シリーズが導入された。中国中車南京浦鎮車輛がライセンスを受けて製造した。4両編成の車両が30本発注され、2022年までに全数が納入される予定。2022年6月までに計28本が納入された。なお輸送量の増加に応じて最大7両編成まで増結可能となっている。最高速度は 80 km/h。

## 路線
本線
| 駅番号 | 駅名                                               | 英語駅名           | タイ語駅名   | 備考 | 開業日                                           |  |
| ------ | -------------------------------------------------- | ------------------ | ------------ | --- | ------------------------------------------------ |  |
|        |                                                    |                    |              | |                                                  |  |
| YL1    | ラートプラーオ駅                                   | Lat Phrao          | ลาดพร้าว      | ■ブルーライン(BL15) | 2023年 6月19日公開試運転開始 同年7月3日 営業開始 |  |
| YL2    | パーワナー駅                                       | Phawana            | ภาวนา        | | 2023年 6月12日公開試運転開始 同年7月3日 営業開始 |  |
| YL3    | チョークチャイ 4駅                                 | Chok Chai 4        | โชคชัย 4      | | 2023年 6月12日公開試運転開始 同年7月3日 営業開始 |  |
| YL4    | ラートプラーオ 71駅                                | Lat Phrao 71       | ลาดพร้าว 71   | | 2023年 6月12日公開試運転開始 同年7月3日 営業開始 |  |
| YL5    | ラートプラーオ 83駅                                | Lat Phrao 83       | ลาดพร้าว 83   | ■グレーライン（英語版）（計画中)                                                                                                  | 2023年 6月12日公開試運転開始 同年7月3日 営業開始 |  |
| YL6    | マハータイ駅                                       | Mahat Thai         | มหาดไทย      | | 2023年 6月12日公開試運転開始 同年7月3日 営業開始 |  |
| YL7    | ラートプラーオ 101駅                               | Lat Phrao 101      | ลาดพร้าว 101  | | 2023年 6月12日公開試運転開始 同年7月3日 営業開始 |  |
| YL8    | バーンカピ駅                                       | Bang Kapi          | บางกะปิ       | | 2023年 6月12日公開試運転開始 同年7月3日 営業開始 |  |
| YL9    | イェーク・ラムサーリー駅                           | Yaek Lam Sali      | แยกลำสาลี     | ■オレンジライン(OR20) （建設中） ■ブラウンライン（英語版）(B23)(計画中)                                                           | 2023年 6月12日公開試運転開始 同年7月3日 営業開始 |  |
| YL10   | シークリータ駅                                     | Si Kritha          | ศรีกรีฑา       | | 2023年 6月12日公開試運転開始 同年7月3日 営業開始 |  |
| YL11   | フアマーク駅 （計画時）パッタナカーン駅（พัฒนาการ） | Hua Mak            | หัวหมาก       | 同名駅であるが、約500メートル離れている。 ■エアポート・レール・リンク(A4) ■タイ国有鉄道・東本線 ■ライトレッドライン(RE06)（計画） | 2023年 6月3日公開試運転開始 同年7月3日 営業開始  |  |
| YL12   | クランタン駅                                       | Kalantan           | กลันตัน        | | 2023年 6月3日公開試運転開始 同年7月3日 営業開始  |  |
| YL13   | シーヌット駅                                       | Si Nut             | ศรีนุช         | | 2023年 6月3日公開試運転開始 同年7月3日 営業開始  |  |
| YL14   | シーナカリン38駅                                   | Srinagarindra 38   | ศรีนครินทร์ 38  | | 2023年 6月3日公開試運転開始 同年7月3日 営業開始  |  |
| YL15   | スアンルアンラマ9駅                                | Suan Luang Rama IX | สวนหลวง ร. 9 | | 2023年 6月3日公開試運転開始 同年7月3日 営業開始  |  |
| YL16   | シーウドム駅                                       | Si Udom            | ศรีอุดม        | | 2023年 6月3日公開試運転開始 同年7月3日 営業開始  |  |
| YL17   | シーイアム駅                                       | Si Iam (Depot)     | ศรีเอี่ยม       | ■シルバーライン（タイ語版）（計画）                                                                                               | 2023年 6月3日公開試運転開始 同年7月3日 営業開始  |  |
| YL18   | シーラサール駅                                     | Si La Salle        | ศรีลาซาล      | | 2023年 6月3日公開試運転開始 同年7月3日 営業開始  |  |
| YL19   | シーベーリング駅                                   | Si Bearing         | ศรีแบริ่ง       | | 2023年 6月3日公開試運転開始 同年7月3日 営業開始  |  |
| YL20   | シーダーン駅                                       | Si Dan             | ศรีด่าน        | | 2023年 6月3日公開試運転開始 同年7月3日 営業開始  |  |
| YL21   | シーテーパー駅                                     | Si Thepha          | ศรีเทพา       | | 2023年 6月3日公開試運転開始 同年7月3日 営業開始  |  |
| YL22   | ティパワン駅                                       | Thipphawan         | ทิพวัล         | | 2023年 6月3日公開試運転開始 同年7月3日 営業開始  |  |
| YL23   | サムロン駅                                         | Samrong            | สำโรง        | ■スクムウィット線(E15) | 2023年 6月3日公開試運転開始 同年7月3日 営業開始  |  |
|        |                                                    |                    |              | |                                                  |  |

延伸計画
両方向に延伸する構想が存在するが、このうちラートプラーオからパホンヨーティン24駅およびラチャヨーティン駅付近に至る 3 km弱の延伸計画は実現に向け調整が行われており、実現すればBTSスクムウィット線と南北2か所で接続されることとなる。

## 駅の所在地
| 区（ケート）       | クウェーン           | 駅番号（YL略) | 道路                     |
| ------------------ | -------------------- | ------------- | ------------------------ |
| チャトゥチャック区 | marshal              | 1             | ラッチャダーピセーク通り |
| フワイクワーン区   | Samsen Nok           | 2             | ラートプラーオ通り       |
| ワントーンラーン区 | Saphan Song          | 3・4          | ラートプラーオ通り       |
| ワントーンラーン区 | Wang Thonglang       | 3・4          | ラートプラーオ通り       |
| ワントーンラーン区 | Klong Chao Khun Sing | 5・6          | ラートプラーオ通り       |
| ワントーンラーン区 | Phlapphla            | 5・6          | ラートプラーオ通り       |
| バーンカピ区       | Khlong Chan          | 7・8          | ラートプラーオ通り       |
| バーンカピ区       | Hua Mak              | 9・10         | シーナカリン通り         |
| スワンルワン区     | Phatthanakan         | 11・12        | シーナカリン通り         |
| スワンルワン区     | On Nut               | 13            | シーナカリン通り         |
| プラウェート区     | Nong Bon             | 14・15・16    | シーナカリン通り         |
| バーンナー区       | Bang Na Nuea         | 17            | シーナカリン通り         |
| バーンナー区       | Bang Na Tai          | 18            | シーナカリン通り         |

| 郡（アムプー）               | 準郡（タムボン） | 駅番号（YL略) | 道路               |
| ---------------------------- | ---------------- | ------------- | ------------------ |
| ムアンサムットプラーカーン郡 | Samrong Nuea     | 19・20        | シーナカリン通り   |
| ムアンサムットプラーカーン郡 | Thepharak        | 21・22・23    | テーパーラック通り |

## 運賃
距離によって15Bから45Bまで。ラビット・カードが使用可能。

## 事故
- 2024年1月2日午後6時30分頃、走行中の車両からゴムタイヤが外れて落下、タイヤは地上を走行していたタクシーに衝突した。死傷者はいなかった[14]。